# Muses diskografi
Muses diskografi omfatter ni studiealbums, to livealbums, ét opsamlingsalbum, fire EP'er, 44 singler, 61 musikvideoer samt fire andre optrædener. Gruppen blev dannet i Teignmouth, Devon i 1994, og skrev kontrakt med Mushroom Records i Storbritannien og Maverick Records i USA før de udgav deres debutalbum Showbiz i 1999. Albummet blev en succes i hele Europa og i Storbritannien nåede det nummer 29 på UK Albums Chart, og blev certificeret platin af British Phonographic Industry (BPI). Der blev udgivet fem singler fra Showbiz, og den sidste, "Unintended", blev gruppens første single i top 20 på UK Singles Chart. Muse udgav deres andet album, Origin of Symmetry, i 2001, som nåede nummer 3 på UK Albums Chart og blev certificeret dobbelt platin af BPI. De første tre singler fra albummet, "Plug In Baby", "New Born" og "Bliss", nåede alle i top 25 i Storbritannien.
I 2002 udgav bandet deres første live videoalbum kaldet Hullabaloo: Live at Le Zenith, Paris, samt opsamlingsalbummet Hullabaloo Soundtrack. Videoalbummet nåede nummer 2 pp UK Music Video Chart, mens soundtrack-albummet nåede nummer 10 på UK Albums Chart. Gruppens tredje studiealbum, Absolution, blev udgivet i 2003 via East West Records, og det blev gruppens først album der toppede UK Albums Chart. Albummet nåede kun nummer 103 på US Billboard 200, men er blevet certificeret platin af Recording Industry Association of America (RIAA). "Time Is Running Out" var den første af gruppens singler, der nåede ind i top 10, hvor den toppede som nummer otte. Absolution Tour, der var et videoalbum som var optaget under Absolution promoveringskoncerter, nåede nummer ni UK Music Video Chart.
Efter de havde etableret deres eget pladeselskab, Helium 3, og have skrevet kontrakt med Warner Bros. Records, udgav Muse Black Holes and Revelations i 2006. Albummet blev en kommerciel succes og toppede albumhitlister i flere alnde og det nåede ind i top 10 på Billboard 200. Førstesinglen "Supermassive Black Hole" er gruppens hidtil mest succesfulde single, idet den toppede som nummer fire på UK Singles Chart. Bandets første livealbum HAARP blev udgivet i 2008 og nåede andenpladsen på UK Albums Chart. The Resistance blev herefter udgiveti 2009 og toppede albumhitlisterne i flere lande, og den nåede nummer 3 i USA. Den første single fra albummet, "Uprising", blev gruppens første nummer som kom ind i top 40 på Billboard Hot 100, og var samtidig deres fjerde der nåede ind i top 10 i Storbritannien. Muse har fortsat med at have stor succes i de senere år – The 2nd Law (2012) og Drones (2015) toppede begge UK Albums Chart, og sidstnævnte blev også bandets første udgivelse, som toppede Billboard 200. I 2018 udkom Simulation Theory der nåede førstepladsen på UK Albums Chart. I 2022 udkom Will of the People, og det blev gruppens syvende album, der toppede UK Albums Chart.

## Albummer

### Studiealbum
| Title                                                              | Albumdetaljer                                                                                     | Peak chart positions | Peak chart positions | Peak chart positions | Peak chart positions | Peak chart positions | Peak chart positions | Peak chart positions | Peak chart positions | Peak chart positions | Peak chart positions | Certificeringer |
| Title                                                              | Albumdetaljer                                                                                     | UK                   | AUS                  | AUT                  | FIN                  | FRA                  | IRL                  | ITA                  | NED                  | NOR                  | US                   | Certificeringer |
| ------------------------------------------------------------------ | ------------------------------------------------------------------------------------------------- | -------------------- | -------------------- | -------------------- | -------------------- | -------------------- | -------------------- | -------------------- | -------------------- | -------------------- | -------------------- | --- |
| Showbiz                                                            | - Udgivet: 7 September 1999 - Pladeselskab: Mushroom/Taste - Formater: CD, LP, CS, MD             | 29                   | 28                   | —                    | 45                   | 59                   | 46                   | 87                   | 53                   | 38                   | —                    | - BPI: Platin - ARIA: Guld - NVPI: Guld |
| Origin of Symmetry                                                 | - Udgivet: 17 July 2001 - Pladeselskab: Mushroom/Taste - Formater: CD, LP, CS, MD                 | 3                    | 22                   | 7                    | 30                   | 2                    | 3                    | 5                    | 19                   | 11                   | 161                  | - BPI: 2× Platinum - ARIA: Platin - FIMI: Guld - NVPI: Guld                                                                                          |
| Absolution                                                         | - Udgivet: 15 September 2003 - Pladeselskab: East West/Taste - Formater: CD, CD+DVD, LP, CS       | 1                    | 21                   | 5                    | 12                   | 1                    | 3                    | 4                    | 2                    | 5                    | 107                  | - BPI: 3× Platinum - ARIA: Platin - FIMI: Guld - NVPI: Guld - RIAA: Platin                                                                           |
| Black Holes and Revelations                                        | - Udgivet: 3 July 2006 - Pladeselskab: Helium 3/Warner Bros. - Formater: CD, CD+DVD, DL           | 1                    | 1                    | 4                    | 3                    | 2                    | 1                    | 2                    | 2                    | 6                    | 9                    | - BPI: 3× Platinum - ARIA: Platin - IFPI FIN: Guld - IRMA: Platin - RIAA: Platin - SNEP: 3× Platinum                                                 |
| The Resistance                                                     | - Udgivet: 14 September 2009 - Pladeselskab: Helium 3/Warner Bros. - Formater: CD, CD+DVD, LP, DL | 1                    | 1                    | 1                    | 3                    | 1                    | 1                    | 1                    | 1                    | 1                    | 3                    | - BPI: 2× Platinum - ARIA: Platin - FIMI: 2× Platinum - IFPI AUT: Guld - IFPI FIN: Platin - IRMA: Platin - NVPI: Guld - RIAA: Platin - SNEP: Diamond |
| The 2nd Law                                                        | - Udgivet: 28 September 2012 - Pladeselskab: Helium 3/Warner Bros. - Formater: CD, CD+DVD, LP, DL | 1                    | 2                    | 1                    | 1                    | 1                    | 2                    | 1                    | 1                    | 1                    | 2                    | - BPI: Platin - FIMI: Platin - IFPI FIN: Guld - IRMA: Guld - NVPI: Guld - RIAA: Guld - SNEP: 3× Platinum                                             |
| Drones                                                             | - Udgivet: 5 June 2015 - Pladeselskab: Helium 3/Warner Bros. - Formater: CD, CD+DVD, LP, DL       | 1                    | 1                    | 2                    | 1                    | 1                    | 1                    | 2                    | 1                    | 1                    | 1                    | - BPI: Guld - ARIA: Guld - FIMI: Guld - IFPI AUT: Guld - NVPI: Guld - SNEP: 2× Platinum                                                              |
| Simulation Theory                                                  | - Udgivet: 9 November 2018 - Pladeselskab: Helium 3/Warner Bros. - Formater: CD, LP, CS, DL       | 1                    | 7                    | 3                    | 3                    | 3                    | 5                    | 2                    | 1                    | 17                   | 12                   | - BPI: Sølv - FIMI: Guld - SNEP: Platin |
| Will of the People                                                 | - Udgivet: 26 August 2022 - Pladeselskab: Warner, Helium-3 - Formater: CD, LP, CS, DL             | 1                    | 1                    | 2                    | 1                    | 2                    | 1                    | 2                    | 16                   | 1                    | 15                   | - BPI: Sølv - SNEP: Guld |
| "—" nåede ikke hitlisterne eller blev ikke udgivet i dette område. |                                                                                                   |                      |                      |                      |                      |                      |                      |                      |                      |                      |                      | |

### Livealbums
| Title                        | Albumdetaljer                                                                                  | Højeste hitlisterplacering | Højeste hitlisterplacering | Højeste hitlisterplacering | Højeste hitlisterplacering | Højeste hitlisterplacering | Højeste hitlisterplacering | Højeste hitlisterplacering | Højeste hitlisterplacering | Højeste hitlisterplacering | Højeste hitlisterplacering | Certificeringer                         |
| Title                        | Albumdetaljer                                                                                  | UK                         | FRA                        | IRL                        | ITA                        | NED                        | NOR                        | POR                        | SCO                        | SWI                        | US                         | Certificeringer                         |
| ---------------------------- | ---------------------------------------------------------------------------------------------- | -------------------------- | -------------------------- | -------------------------- | -------------------------- | -------------------------- | -------------------------- | -------------------------- | -------------------------- | -------------------------- | -------------------------- | --------------------------------------- |
| HAARP                        | - Udgivet: 17 March 2008 - Pladeselskab: Helium 3/Warner Bros. - Formater: CD+DVD, DL          | 2                          | 3                          | 5                          | 5                          | 4                          | 2                          | 10                         | 2                          | 6                          | 46                         | - BPI: Guld - RIAA: Guld - SNEP: Platin |
| Live at Rome Olympic Stadium | - Udgivet: 2 December 2013 - Pladeselskab: Helium 3/Warner Bros. - Formater: CD+BD, CD+DVD, DL | 36                         | 7                          | 81                         | 8                          | 7                          | 26                         | 7                          | 38                         | 14                         | 115                        | - FIMI: Guld - SNEP: Platin             |

### Opsamlingsalbum
| Titel                 | Albumdetaljer                                                       | Højeste hitlisteplacering | Højeste hitlisteplacering | Højeste hitlisteplacering | Højeste hitlisteplacering | Højeste hitlisteplacering | Højeste hitlisteplacering | Højeste hitlisteplacering | Højeste hitlisteplacering | Højeste hitlisteplacering | Højeste hitlisteplacering | Certificeringer |
| Titel                 | Albumdetaljer                                                       | UK                        | AUS                       | AUT                       | FRA                       | GER                       | IRL                       | ITA                       | NED                       | NOR                       | SWI                       | Certificeringer |
| --------------------- | ------------------------------------------------------------------- | ------------------------- | ------------------------- | ------------------------- | ------------------------- | ------------------------- | ------------------------- | ------------------------- | ------------------------- | ------------------------- | ------------------------- | --------------- |
| Hullabaloo Soundtrack | - Udgivet: 1 July 2002 - Pladeselskab: Mushroom/Taste - Format: 2CD | 10                        | 38                        | 27                        | 9                         | 47                        | 11                        | 29                        | 23                        | 26                        | 12                        | - BPI: Guld     |

### Bokssæt
| Titel          | Albumdetaljer                                                                     | Højeste hitlisteplacering | Højeste hitlisteplacering | Højeste hitlisteplacering | Højeste hitlisteplacering | Højeste hitlisteplacering | Højeste hitlisteplacering | Højeste hitlisteplacering |
| Titel          | Albumdetaljer                                                                     | UK                        | GER                       | IRL                       | ITA                       | NED                       | SWI                       | US                        |
| -------------- | --------------------------------------------------------------------------------- | ------------------------- | ------------------------- | ------------------------- | ------------------------- | ------------------------- | ------------------------- | ------------------------- |
| Origin of Muse | - Udgivet: 6 December 2019 - Pladeselskab: Helium-3, Warner - Formater: 9×CD+4×LP | 70                        | 48                        | 85                        | 100                       | 58                        | 34                        | —                         |
| Absolution XX  | - Udgivet: 17 November 2023 - Pladeselskab: Warner - Formater: 2×CD+3×LP          |                           |                           |                           |                           |                           |                           |                           |

## EP’er
| Titel                       | EP detaljer                                                        |
| --------------------------- | ------------------------------------------------------------------ |
| Muse                        | - Udgivet: 11 May 1998 - Pladeselskab: Dangerous - Format: CD      |
| Muscle Museum               | - Udgivet: 11 January 1999 - Pladeselskab: Dangerous - Format: CD  |
| Random 1–8                  | - Udgivet: 4 October 2000 - Pladeselskab: Avex Trax - Format: CD   |
| Summer Stadiums 2010        | - Udgivet: 15 November 2012 - Pladeselskab: Helium 3 - Format: DL  |
| Live at Köln Gloria Theatre | - Udgivet: 24 September 2015 - Pladeselskab: Helium 3 - Format: DL |

## Singler
| Titel                                                                      | År   | Højeste hitlisterplacering | Højeste hitlisterplacering | Højeste hitlisterplacering | Højeste hitlisterplacering | Højeste hitlisterplacering | Højeste hitlisterplacering | Højeste hitlisterplacering | Højeste hitlisterplacering | Højeste hitlisterplacering | Højeste hitlisterplacering | Certificeringer                                                                     | Album                                      |
| Titel                                                                      | År   | UK                         | BEL (Fla.)                 | BEL (Wal.)                 | FRA                        | GER                        | IRL                        | ITA                        | NED                        | SWI                        | US                         | Certificeringer                                                                     | Album                                      |
| -------------------------------------------------------------------------- | ---- | -------------------------- | -------------------------- | -------------------------- | -------------------------- | -------------------------- | -------------------------- | -------------------------- | -------------------------- | -------------------------- | -------------------------- | ----------------------------------------------------------------------------------- | ------------------------------------------ |
| "Uno"                                                                      | 1999 | 73                         | —                          | —                          | —                          | —                          | —                          | —                          | —                          | —                          | —                          |                                                                                     | Showbiz                                    |
| "Cave"                                                                     | 1999 | 52                         | —                          | —                          | —                          | —                          | —                          | —                          | —                          | —                          | —                          |                                                                                     | Showbiz                                    |
| "Muscle Museum"                                                            | 1999 | 25                         | —                          | —                          | —                          | —                          | —                          | —                          | 100                        | —                          | —                          |                                                                                     | Showbiz                                    |
| "Sunburn"                                                                  | 2000 | 22                         | —                          | —                          | —                          | —                          | —                          | —                          | —                          | —                          | —                          |                                                                                     | Showbiz                                    |
| "Unintended"                                                               | 2000 | 20                         | —                          | —                          | —                          | —                          | —                          | —                          | 99                         | —                          | —                          |                                                                                     | Showbiz                                    |
| "Plug In Baby"                                                             | 2001 | 11                         | —                          | —                          | 40                         | —                          | 44                         | 42                         | 63                         | 88                         | —                          | - BPI: Silver                                                                       | Origin of Symmetry                         |
| "New Born"                                                                 | 2001 | 12                         | —                          | —                          | 65                         | —                          | 35                         | 39                         | —                          | —                          | —                          |                                                                                     | Origin of Symmetry                         |
| "Bliss"                                                                    | 2001 | 22                         | —                          | —                          | 87                         | —                          | —                          | —                          | 70                         | —                          | —                          |                                                                                     | Origin of Symmetry                         |
| "Hyper Music/Feeling Good"                                                 | 2001 | 24                         | —                          | —                          | —                          | —                          | —                          | —                          | —                          | —                          | —                          | - BPI: Silver                                                                       | Origin of Symmetry                         |
| "Dead Star/In Your World"                                                  | 2002 | 13                         | —                          | —                          | 76                         | —                          | 32                         | —                          | 69                         | —                          | —                          |                                                                                     | Hullabaloo Soundtrack                      |
| "Stockholm Syndrome"                                                       | 2003 | —                          | —                          | —                          | —                          | —                          | —                          | —                          | —                          | —                          | —                          |                                                                                     | Absolution                                 |
| "Time Is Running Out"                                                      | 2003 | 8                          | —                          | —                          | 58                         | 90                         | 26                         | 14                         | 50                         | 38                         | —                          | - BPI: Sølv - FIMI: Platin - RIAA: Guld                                             | Absolution                                 |
| "Hysteria"                                                                 | 2003 | 17                         | —                          | —                          | 77                         | —                          | —                          | 31                         | 92                         | —                          | —                          | - BPI: Sølv                                                                         | Absolution                                 |
| "Sing for Absolution"                                                      | 2004 | 16                         | —                          | —                          | 47                         | —                          | 36                         | 45                         | 7                          | —                          | —                          |                                                                                     | Absolution                                 |
| "Apocalypse Please"                                                        | 2004 | —                          | —                          | —                          | —                          | —                          | —                          | —                          | —                          | —                          | —                          |                                                                                     | Absolution                                 |
| "Butterflies and Hurricanes"                                               | 2004 | 14                         | —                          | —                          | 70                         | —                          | 38                         | —                          | 29                         | —                          | —                          |                                                                                     | Absolution                                 |
| "Supermassive Black Hole"                                                  | 2006 | 4                          | —                          | —                          | 51                         | —                          | 16                         | 9                          | 39                         | 33                         | —                          | - BPI: Platin - FIMI: Guld - RIAA: Platin                                           | Black Holes and Revelations                |
| "Starlight"                                                                | 2006 | 13                         | —                          | —                          | 26                         | 70                         | 23                         | —                          | 52                         | 30                         | —                          | - BPI: Guld - FIMI: Guld - IFPI SWI: Guld - RIAA: Platin                            | Black Holes and Revelations                |
| "Knights of Cydonia"                                                       | 2006 | 10                         | —                          | —                          | —                          | —                          | —                          | —                          | 91                         | —                          | —                          | - BPI: Silver - RIAA: Guld                                                          | Black Holes and Revelations                |
| "Invincible"                                                               | 2007 | 21                         | —                          | —                          | 89                         | —                          | —                          | —                          | —                          | —                          | —                          |                                                                                     | Black Holes and Revelations                |
| "Map of the Problematique"                                                 | 2007 | 18                         | —                          | —                          | —                          | —                          | —                          | —                          | —                          | —                          | —                          |                                                                                     | Black Holes and Revelations                |
| "Uprising"                                                                 | 2009 | 9                          | 12                         | 6                          | 74                         | 40                         | 11                         | 14                         | 22                         | 8                          | 37                         | - BPI: Guld - BEA: Guld - FIMI: Platin - IFPI SWI: Guld - RIAA: Platin - SNEP: Guld | The Resistance                             |
| "Undisclosed Desires"                                                      | 2009 | 49                         | 35                         | 18                         | 197                        | 17                         | —                          | —                          | 70                         | 21                         | —                          | - FIMI: Guld                                                                        | The Resistance                             |
| "Resistance"                                                               | 2010 | 38                         | —                          | —                          | —                          | —                          | —                          | —                          | —                          | —                          | —                          |                                                                                     | The Resistance                             |
| "Exogenesis: Symphony"                                                     | 2010 | —                          | —                          | —                          | —                          | —                          | —                          | —                          | —                          | —                          | —                          |                                                                                     | The Resistance                             |
| "Neutron Star Collision (Love Is Forever)"                                 | 2010 | 11                         | 24                         | 3                          | —                          | —                          | 35                         | 10                         | 25                         | 36                         | 77                         | - FIMI: Guld                                                                        | The Twilight Saga: Eclipse                 |
| "Survival"                                                                 | 2012 | 22                         | 13                         | 13                         | 18                         | 87                         | 68                         | —                          | 12                         | 40                         | —                          |                                                                                     | The 2nd Law                                |
| "Madness"                                                                  | 2012 | 25                         | 41                         | 10                         | 14                         | 67                         | 96                         | 9                          | 43                         | 27                         | 45                         | - BPI: Silver - FIMI: Platin - IFPI SWI: Guld - RIAA: 2× Platinum                   | The 2nd Law                                |
| "Follow Me"                                                                | 2012 | —                          | 31                         | 37                         | 56                         | —                          | —                          | —                          | —                          | —                          | —                          |                                                                                     | The 2nd Law                                |
| "Supremacy"                                                                | 2013 | 58                         | —                          | —                          | 84                         | —                          | —                          | —                          | —                          | 58                         | —                          |                                                                                     | The 2nd Law                                |
| "Panic Station"                                                            | 2013 | —                          | —                          | —                          | 107                        | —                          | —                          | —                          | —                          | —                          | —                          |                                                                                     | The 2nd Law                                |
| "Psycho"                                                                   | 2015 | 55                         | 38                         | 10                         | 13                         | 96                         | 78                         | 70                         | 58                         | 13                         | —                          | - FIMI: Guld                                                                        | Drones                                     |
| "Dead Inside"                                                              | 2015 | 71                         | 49                         | 28                         | 23                         | —                          | —                          | 53                         | —                          | 44                         | —                          | - FIMI: Guld                                                                        | Drones                                     |
| "Mercy"                                                                    | 2015 | 126                        | —                          | —                          | 40                         | —                          | —                          | —                          | —                          | —                          | —                          |                                                                                     | Drones                                     |
| "Revolt"                                                                   | 2015 | —                          | —                          | —                          | —                          | —                          | —                          | —                          | —                          | —                          | —                          |                                                                                     | Drones                                     |
| "Aftermath"                                                                | 2016 | —                          | —                          | —                          | —                          | —                          | —                          | —                          | —                          | —                          | —                          |                                                                                     | Drones                                     |
| "Reapers"                                                                  | 2016 | 127                        | —                          | —                          | 75                         | —                          | —                          | —                          | —                          | 71                         | —                          |                                                                                     | Drones                                     |
| "Dig Down"                                                                 | 2017 | —                          | —                          | —                          | 35                         | —                          | —                          | —                          | —                          | 47                         | —                          |                                                                                     | Simulation Theory                          |
| "Thought Contagion"                                                        | 2018 | 76                         | —                          | —                          | 7                          | —                          | —                          | —                          | —                          | 24                         | —                          |                                                                                     | Simulation Theory                          |
| "Something Human"                                                          | 2018 | —                          | —                          | 48                         | 17                         | —                          | —                          | —                          | —                          | 77                         | —                          |                                                                                     | Simulation Theory                          |
| "The Dark Side"                                                            | 2018 | —                          | —                          | —                          | 115                        | —                          | —                          | —                          | —                          | 74                         | —                          |                                                                                     | Simulation Theory                          |
| "Pressure"                                                                 | 2018 | 96                         | —                          | —                          | 165                        | —                          | —                          | —                          | —                          | —                          | —                          |                                                                                     | Simulation Theory                          |
| "Citizen Erased" (XX Anniversary RemiXX)                                   | 2021 | —                          | —                          | —                          | —                          | —                          | —                          | —                          | —                          | —                          | —                          |                                                                                     | Origin of Symmetry (XX Anniversary RemiXX) |
| "Megalomania" (XX Anniversary RemiXX)                                      | 2021 | —                          | —                          | —                          | —                          | —                          | —                          | —                          | —                          | —                          |                            |                                                                                     | Origin of Symmetry (XX Anniversary RemiXX) |
| "Won't Stand Down"                                                         | 2022 | 56                         | —                          | —                          | —                          | 118                        | —                          | —                          | —                          | 46                         | —                          |                                                                                     | Will of the People                         |
| "Compliance"                                                               | 2022 | —                          | —                          | —                          | —                          | —                          | —                          | —                          | —                          | —                          | —                          |                                                                                     | Will of the People                         |
| "Will of the People"                                                       | 2022 | —                          | —                          | —                          | —                          | —                          | —                          | —                          | —                          | —                          | —                          |                                                                                     | Will of the People                         |
| "Kill or Be Killed"                                                        | 2022 | —                          | —                          | —                          | —                          | —                          | —                          | —                          | —                          | —                          | —                          |                                                                                     | Will of the People                         |
| "You Make Me Feel Like It's Halloween"                                     | 2022 | —                          | —                          | —                          | —                          | —                          | —                          | —                          | —                          | —                          | —                          |                                                                                     | Will of the People                         |
| "—" denotes a release that did not chart or was not issued in that region. |      |                            |                            |                            |                            |                            |                            |                            |                            |                            |                            |                                                                                     |                                            |

## Andre sange
| Titel                                                              | År   | Højeste hitlisterplacering | Højeste hitlisterplacering | Højeste hitlisterplacering | Højeste hitlisterplacering | Højeste hitlisterplacering | Højeste hitlisterplacering | Højeste hitlisterplacering | Højeste hitlisterplacering | Højeste hitlisterplacering | Certificering | Album                        |
| Titel                                                              | År   | UK                         | UK Down.                   | UK Rock                    | FRA                        | MEX Air.                   | NED                        | NZ Hot                     | POR                        | SWI                        | Certificering | Album                        |
| ------------------------------------------------------------------ | ---- | -------------------------- | -------------------------- | -------------------------- | -------------------------- | -------------------------- | -------------------------- | -------------------------- | -------------------------- | -------------------------- | ------------- | ---------------------------- |
| "Assassin"                                                         | 2006 | —                          | 158                        | —                          | —                          | —                          | —                          | —                          | —                          | —                          |               | Black Holes and Revelations  |
| "Take a Bow"                                                       | 2006 | —                          | 160                        | —                          | —                          | —                          | —                          | —                          | —                          | —                          |               | Black Holes and Revelations  |
| "Exo-Politics"                                                     | 2006 | —                          | 165                        | —                          | —                          | —                          | —                          | —                          | —                          | —                          |               | Black Holes and Revelations  |
| "City of Delusion"                                                 | 2006 | —                          | 183                        | —                          | —                          | —                          | —                          | —                          | —                          | —                          |               | Black Holes and Revelations  |
| "Soldier's Poem"                                                   | 2006 | —                          | 187                        | —                          | —                          | —                          | —                          | —                          | —                          | —                          |               | Black Holes and Revelations  |
| "Hoodoo"                                                           | 2006 | —                          | 200                        | —                          | —                          | —                          | —                          | —                          | —                          | —                          |               | Black Holes and Revelations  |
| "Citizen Erased"                                                   | 2007 | 122                        | —                          | —                          | —                          | —                          | —                          | —                          | —                          | —                          |               | Origin of Symmetry           |
| "Feeling Good" (live)                                              | 2008 | 54                         | 72                         | 1                          | 139                        | —                          | —                          | —                          | —                          | —                          |               | HAARP                        |
| "Knights of Cydonia" (live)                                        | 2008 | —                          | —                          | —                          | —                          | 507                        | —                          | —                          | —                          | —                          |               | HAARP                        |
| "United States of Eurasia"                                         | 2009 | 200                        | —                          | 14                         | —                          | 21                         | —                          | —                          | —                          | —                          |               | The Resistance               |
| "MK Ultra"                                                         | 2009 | —                          | —                          | 27                         | —                          | —                          | —                          | —                          | —                          | —                          |               | The Resistance               |
| "Exogenesis: Symphony Part I (Overture)"                           | 2009 | —                          | —                          | 31                         | —                          | —                          | —                          | —                          | —                          | —                          |               | The Resistance               |
| "Unnatural Selection"                                              | 2009 | —                          | —                          | 32                         | —                          | —                          | —                          | —                          | —                          | —                          |               | The Resistance               |
| "I Belong to You (+Mon Cœur S'ouvre a ta Voix)"                    | 2009 | —                          | —                          | 35                         | —                          | —                          | —                          | —                          | —                          | —                          |               | The Resistance               |
| "Guiding Light"                                                    | 2009 | —                          | —                          | 36                         | —                          | —                          | —                          | —                          | —                          | —                          |               | The Resistance               |
| "Exogenesis: Symphony Part III (Redemption)"                       | 2009 | —                          | —                          | 38                         | —                          | —                          | —                          | —                          | —                          | —                          |               | The Resistance               |
| "The 2nd Law: Unsustainable"                                       | 2012 | —                          | —                          | 24                         | 100                        | —                          | —                          | —                          | —                          | —                          |               | The 2nd Law                  |
| "Uprising" (live)                                                  | 2014 | —                          | —                          | —                          | —                          | 49                         | —                          | —                          | —                          | —                          |               | Live at Rome Olympic Stadium |
| "The Handler"                                                      | 2015 | 139                        | —                          | —                          | 64                         | —                          | —                          | —                          | —                          | —                          |               | Drones                       |
| "[JFK]"                                                            | 2015 | —                          | —                          | 18                         | —                          | —                          | —                          | —                          | —                          | —                          |               | Drones                       |
| "Drones"                                                           | 2015 | —                          | —                          | 24                         | —                          | —                          | —                          | —                          | —                          | —                          |               | Drones                       |
| "Defector"                                                         | 2015 | —                          | —                          | —                          | 85                         | —                          | —                          | —                          | —                          | —                          |               | Drones                       |
| "Algorithm"                                                        | 2018 | 97                         | —                          | —                          | 137                        | —                          | —                          | 40                         | 93                         | 52                         |               | Simulation Theory            |
| "Propaganda"                                                       | 2018 | —                          | —                          | —                          | 198                        | —                          | —                          | —                          | 90                         | —                          |               | Simulation Theory            |
| "We Are Fucking Fucked"                                            | 2022 | —                          | 23                         | —                          | —                          | —                          | —                          | —                          | —                          | —                          |               | Will of the People           |
| "—" nåede ikke hitlisterne eller blev ikke udgivet i dette område. |      |                            |                            |                            |                            |                            |                            |                            |                            |                            |               |                              |

## Videoer

### Videoalbums
| Titel                                                                      | Albumdetealjer                                                              | Højeste hitlisteplcaering | Højeste hitlisteplcaering | Højeste hitlisteplcaering | Højeste hitlisteplcaering | Højeste hitlisteplcaering | Certificeringer            |
| Titel                                                                      | Albumdetealjer                                                              | UK                        | AUS                       | BEL (Wal.)                | ITA                       | NED                       | Certificeringer            |
| -------------------------------------------------------------------------- | --------------------------------------------------------------------------- | ------------------------- | ------------------------- | ------------------------- | ------------------------- | ------------------------- | -------------------------- |
| Hullabaloo: Live at Le Zenith, Paris                                       | - Udgivet: 1 July 2002 - Pladeselskab: Mushroom/Taste - Formater: 2DVD, VHS | 2                         | 2                         | —                         | —                         | 8                         | - ARIA: Platin - BPI: Gold |
| Absolution Tour                                                            | - Udgivet: 12 December 2005 - Pladeselskab: Warner Bros. - Formater: DVD    | 9                         | 4                         | 9                         | 5                         | 10                        | - ARIA: Gold - BPI: Platin |
| Muse: Drones World Tour                                                    | - Udgivet: 12 July 2018 - Lebel: Warner Bros. - Formater: Digital Download  | —                         | —                         | —                         | —                         | —                         |                            |
| "—" denotes a release that did not chart or was not issued in that region. |                                                                             |                           |                           |                           |                           |                           |                            |

### Musikvideoer
| Titel                                      | År   | Instruktør(er)                      | Ref.    |
| ------------------------------------------ | ---- | ----------------------------------- | ------- |
| "Uno" (version 1)                          | 1999 | unknown                             | [ 76 ]  |
| "Muscle Museum"                            | 1999 | Joseph Kahn                         | [ 77 ]  |
| "Uno" (version 2)                          | 1999 | Wolf Gresenz, Bernard Wedig         | [ 78 ]  |
| "Uno" (version 3)                          | 1999 | unknown                             | [ 76 ]  |
| "Sunburn"                                  | 2000 | Nick Gordon                         | [ 79 ]  |
| "Unintended"                               | 2000 | Howard Greenhalgh                   | [ 80 ]  |
| "Muscle Museum" (US version)               | 2000 | unknown                             | [ 76 ]  |
| "Plug In Baby"                             | 2001 | Howard Greenhalgh                   | [ 81 ]  |
| "New Born"                                 | 2001 | David Slade                         | [ 82 ]  |
| "Bliss"                                    | 2001 | David Slade                         | [ 83 ]  |
| "Hyper Music"                              | 2001 | David Slade                         | [ 83 ]  |
| "Feeling Good"                             | 2001 | David Slade                         | [ 83 ]  |
| "Dead Star"                                | 2002 | Tim Qualtrough                      | [ 84 ]  |
| "In Your World"                            | 2002 | Matt Askem                          | [ 85 ]  |
| "Time Is Running Out"                      | 2003 | John Hillcoat                       | [ 86 ]  |
| "Hysteria"                                 | 2004 | Matt Kirby                          | [ 87 ]  |
| "Time Is Running Out" (US version)         | 2004 | Tom Kirk                            | [ 88 ]  |
| "Stockholm Syndrome"                       | 2004 | Tim Qualtrough                      | [ 89 ]  |
| "Sing for Absolution"                      | 2004 | Stephen Tappin                      | [ 90 ]  |
| "Butterflies & Hurricanes"                 | 2004 | Tim Qualtrough                      | [ 91 ]  |
| "Hysteria" (US version)                    | 2004 | Jens Gehlhaar, Rob Feng             | [ 92 ]  |
| "Stockholm Syndrome" (US version)          | 2005 | Patrick Daughters                   | [ 93 ]  |
| "Supermassive Black Hole" (version 1)      | 2006 | Floria Sigismondi                   | [ 94 ]  |
| "Supermassive Black Hole" (version 2)      | 2006 | Tom Kirk                            | [ 88 ]  |
| "Knights of Cydonia"                       | 2006 | Joseph Kahn                         | [ 95 ]  |
| "Starlight"                                | 2006 | Paul Minor                          | [ 96 ]  |
| "Invincible"                               | 2007 | Jonnie Ross                         | [ 97 ]  |
| "Uprising"                                 | 2009 | Hydra                               | [ 98 ]  |
| "Undisclosed Desires"                      | 2009 | Tom Kirk                            | [ 99 ]  |
| "Resistance"                               | 2010 | Wayne Isham                         | [ 100 ] |
| "Neutron Star Collision (Love Is Forever)" | 2010 | Anthony Mandler                     | [ 101 ] |
| "MK Ultra"                                 | 2010 | Derek Henderson                     | [ 102 ] |
| "Survival"                                 | 2012 | IOC Media                           | [ 103 ] |
| "The 2nd Law: Unsustainable"               | 2012 | Tom Kirk                            | [ 104 ] |
| "Madness"                                  | 2012 | Anthony Mandler                     | [ 105 ] |
| "The 2nd Law: Isolated System"             | 2012 | Tom Kirk                            | [ 106 ] |
| "Exogenesis: Symphony Part 3 (Redemption)" | 2012 | Tekken                              | [ 107 ] |
| "Follow Me" (version 1)                    | 2012 | Tom Kirk                            | [ 108 ] |
| "Follow Me" (version 2)                    | 2012 | Tekken                              | [ 107 ] |
| "Supremacy"                                | 2013 | Terry Hall                          | [ 109 ] |
| "Animals"                                  | 2013 | Inês Freitas, Miguel Mendes         | [ 110 ] |
| "Panic Station"                            | 2013 | Tim Qualtrough                      | [ 111 ] |
| "Psycho"                                   | 2015 | Tom Kirk, Simon Bennett             | [ 112 ] |
| "Dead Inside"                              | 2015 | Robert Hales                        | [ 113 ] |
| "Reapers"                                  | 2015 | Tom Kirk                            | [ 114 ] |
| "The Handler"                              | 2015 | Tom Kirk, Simon Bennett, Tom Jantol | [ 115 ] |
| "[JFK] + Defector"                         | 2015 | Tom Kirk, Mike Isted                | [ 116 ] |
| "Mercy"                                    | 2015 | Sing J. Lee                         | [ 117 ] |
| "Revolt"                                   | 2015 | Guy Shelmerdine                     | [ 118 ] |
| "Aftermath"                                | 2016 | Tekken                              | [ 107 ] |
| "New Kind of Kick"                         | 2016 | Tom Kirk                            | [ 119 ] |
| "Dig Down"                                 | 2017 | Lance Drake                         | [ 120 ] |
| "Thought Contagion"                        | 2018 | Lance Drake                         | [ 121 ] |
| "Something Human"                          | 2018 | Lance Drake                         | [ 122 ] |
| "The Dark Side"                            | 2018 | Lance Drake                         | [ 123 ] |
| "Pressure"                                 | 2018 | Lance Drake                         | [ 124 ] |
| "Algorithm"                                | 2018 | Lance Drake, Tom Teller             | [ 125 ] |
| "Break It To Me"                           | 2018 | Lance Drake                         | [ 126 ] |
| "Blockades"                                | 2018 | TBA                                 | [ 127 ] |
| "Won't Stand Down"                         | 2022 | Jared Hogan                         | [ 128 ] |
| "Compliance"                               | 2022 | Jeremi Durand                       | [ 129 ] |
| "Will of the People"                       | 2022 | Tom Teller                          | [ 130 ] |
| "Kill or Be Killed"                        | 2022 | Ben Lowe                            | [ 131 ] |
| "You Make Me Feel Like It's Halloween"     | 2022 | Tom Teller                          | [ 132 ] |

## Andre optrædener
| Titel                     | År   | Album                                             | Ref.    |
| ------------------------- | ---- | ------------------------------------------------- | ------- |
| "Balloonatic"             | 1997 | Helping You Back to Work Volume 1                 | [ 133 ] |
| "House of the Rising Sun" | 2002 | NME in Association with War Child Presents 1 Love | [ 134 ] |
| "Man of Mystery"          | 2007 | The Supermassive Selection                        | [ 135 ] |
| "Lies" (live)             | 2015 | BBC Radio 1's Live Lounge 2015                    | [ 136 ] |